# Étruscomanie
L'étruscomanie (en italien etruscheria) naît au XVIe siècle à la suite de la redécouverte du monde étrusque (oublié depuis le Ier siècle) par la mise au jour fortuite de plusieurs traces de leur civilisation par les statues de bronze (Chimère d'Arezzo en 1553, l'Arringatore en 1556, près de Pérouse), qui interrogent les érudits de la Renaissance italienne.

## Histoire
Après ces quelques découvertes fortuites, des fouilles volontaires permettent de découvrir les tombes de Vulci, de Volterra, de Tarquinia. Elles livrent des artefacts archéologiques qui, vus à juste raison comme des œuvres singulières, alimentèrent les collections des Médicis, qui en profitent pour affirmer une ascendance royale ancienne destiné à asseoir leur pouvoir en Toscane.
De même au XVIIe siècle, Cosme II de Médicis s'en empara encore pour rehausser le prestige de la dynastie alors déclinante. Thomas Dempster, professeur de droit à Pise, rédigea les sept volumes De Etruria Regali (1616-1619), mais son impression ne se fera qu'au siècle suivant car Cosme II de Médicis s'en détourna pour les vestiges venant de Rome.
Le siècle des lumières s'alimente du goût des antiquités, et du modèle universel, autant moral qu'esthétique, de la civilisation gréco-romaine, comme l'écrit Johann Joachim Winckelmann, fondateur de l'histoire de l'art : « L'unique moyen de devenir grands, et si possible inimitables, c'est d'imiter les Anciens. ». Ceci est d'autant plus encouragé par l'engouement de nouvelles découvertes archéologiques recherchées par les adeptes du Grand Tour en Italie, en plus de la contemplation des vestiges de Rome. Le romantisme s'en empare également et naît le style étrusque, un art décoratif qui touche principalement l'ameublement et la bijouterie fantaisie, mais aussi les peintures de certains « cabinets étrusques ».
Au xxe siècle, l'étruscomanie atteint son expression la plus achevée, sous une forme poétique, voire mystique, dans Croquis étrusques de D. H. Lawrence, lequel visite l'Étrurie en 1927, à la fin de sa vie.
Certains antiquaires (au sens de collectionniste) collectent frénétiquement de nombreuses pièces et alimentent par là des musées devenus prestigieux par leurs legs (musée Guarnacci de Volterra), mais il s'agit plus d'une accumulation qu'une réelle approche méthodique (certaines pièces sans trop de prestige ont ainsi disparu dans le dépouillement systématique des tombes).
Il faut attendre le XIXe siècle pour que naisse l'étruscologie, une vraie discipline scientifique avec les précautions qu'elle impose.